# Saint-Maert
Saint-Maert est une ancienne commune de la Première République française, du Premier Empire français, puis au royaume uni des Pays-Bas, réunie à la commune de Somzée, par l’arrêté royal du 16 avril 1819. C'est aujourd'hui un hameau de la commune belge de Walcourt.